# Dům kultury Inwest
Dům kultury Inwest v Plzni (původně Dům kultury ROH, občany přezdívaný Dům hrůzy u Radbuzy) byl kulturní dům na rohu Americké třídy a Denisova nábřeží v Plzni. Postaven byl podle projektu architektů Miloslava Hrubce a Pavla Němečka a unikátního konstrukčního řešení Jaroslava Hollera. Slavnostně otevřen byl 17. ledna 1986, zbourán na jaře roku 2012.

## Popis
Velký sál byl přístupný přes hlavní vstup z Americké třídy nedaleko Wilsonova mostu. Při stavbě byly využity panely vyráběně Prefou Přeštice, která dříve dodávala panely pro veškerá plzeňská sídliště. Pasáž procházející domem vyúsťovala na jednom konci na Denisově nábřeží (u lávek pro pěší přes Radbuzu) a na druhém konci u Americké třídy směrem k hlavnímu nádraží. Z pasáže vedl také vstup do Divadla Miroslava Horníčka, pojmenovaném po tomto plzeňském rodákovi v roce 2000.

## Zánik
Developerská firma Amádeus Real dům zakoupila s cílem zbořit ho a na jeho místě vybudovat obrovské obchodní centrum Arena, později projekt přejmenovala na OC Corso. Ke dni 30. června 2011 byl provoz kulturního domu ukončen. Přes protesty části veřejnosti byla počátkem dubna 2012 zahájena jeho demolice. Zástupce sdružení Kontrolní skupina demolice podal u Krajského soudu v Plzni žalobu, která zpochybnila rozhodnutí úřadu o demolici kulturního domu s cílem, aby soud demolici zastavil a zrušil rozhodnutí o ní. Ve snaze zabránit demolici byl dům navržen na památkovou ochranu a již v listopadu 2011 kritici záměru varovali, že zbourání domu může zkomplikovat azbest, který stavba obsahuje. Jeho přítomnost ve vzorcích z bourané budovy počátkem května 2011 Česká inspekce životního prostředí skutečně prokázala. Demolice domu kultury Inwest byla dokončena v květnu 2012, odklizení sutin bylo plánováno do konce července.

## Další využití místa
V rozporu se zájmem developera se již v červnu 2011 plzeňští zastupitelé shodli, že výstavba obřího nákupního centra na místě domu kultury Inwest je nežádoucí. V místním referendu konaném v lednu 2013 se 64 % jeho účastníků vyjádřilo proti výstavbě obchodního zařízení na místě domu kultury Inwest, přičemž s ohledem na účast 41 % (tj. více než 35 %) oprávněných voličů a souhlasné vyjádření 27 % (tj. více než 25 %) oprávněných voličů se stal tento výsledek pro město závazným. Investor následně od záměru ustoupil.
Později byl jeho dceřinou společností Ameside odkoupen i sousedící objekt nákupního centra Prior z roku 1968, v němž měl do té doby provozovnu řetězec Tesco, a o jeho plochu se tak rozšířilo prostranství, o jehož nové zástavbě se uvažuje. Provoz Tesca byl v říjnu 2017 ukončen, budova Prioru se však znovu otevřela veřejnosti v dubnu 2018 s provozovnami řetězců Lidl a Hervis, ačkoliv záměr brzy ji zbourat zůstával platný.
V říjnu 2017 schválil plzeňský magistrát studii o budoucí podobě zhruba desetihektarového území, zahrnujícího i tříhektarovou plochu po domu kultury Inwest, v níž navrhuje využití pro obchod, bydlení, administrativu a služby. Velká budova v centru města může mít využití pro obchod pouze ze 60 % a musí mít alespoň další dvě funkce. Někteří Plzeňané ovšem projekt kritizují, jelikož neodpovídá výsledkům referenda, kde bylo odhlasováno, že město zabrání výstavě obchodního zařízení. Zástavba by mohla být dokončena v roce 2025.